# Tréglamus
Tréglamus (en bretó Treglañviz) és un municipi francès, situat a la regió de Bretanya, al departament de Costes del Nord. L'any 1999 tenia 836 habitants.

## Demografia
| 1962                                       | 1968 | 1975 | 1982 | 1990 | 1999 |
| ------------------------------------------ | ---- | ---- | ---- | ---- | ---- |
| 674                                        | 757  | 715  | 763  | 795  | 836  |
| Des de 1962: població sense dobles comptes |      |      |      |      |      |

## Administració
| Període   | Identitat           | Partit |
| --------- | ------------------- | ------ |
| 1983-1995 | Laurent Le Calvez   |        |
| 1995-2008 | José Rivoal         |        |
| 2008-     | Dominique Pariscoat |        |